# SOE en Pologne
Le Special Operations Executive (« Direction des opérations spéciales ») est un service secret britannique qui opéra pendant la Seconde Guerre mondiale dans tous les pays en guerre, y compris en Extrême-Orient. 
La distance qu’implique un voyage aérien jusqu’en Pologne est l’obstacle majeur aux efforts du SOE pour y aider la résistance. Le SOE aide bien le gouvernement polonais en exil à envoyer des agents et de l’équipement à l’Armia Krajowa. Le SOE a peu ou pas de contacts avec la pro-communiste Armia Ludowa, et les London Poles (c’est le nom qu’on donne au gouvernement polonais en exil) maintiennent toujours leur propre conseil.
De grandes quantités d’armes sont finalement envoyées en Pologne durant la malheureuse Insurrection de Varsovie, au prix d’une lourde perte d’avions.